# Czakó (családnév)
A Czakó régi magyar családnév. A madárnevekből alakult nevek egyike, jelentése gólya. A névadás oka többféle lehet. A legtöbb esetben valószínűleg valamilyen átvitt értelmű elnevezés lehet, pl. hosszú lábú ember.

## Híres Czakó nevű személyek
Cakó
- Cakó Ferenc (1950) animációsfilm-rendező

Czakó
- Czakó Ádám (1940–2013) zeneszerző, karmester
- Czakó Elemér (1876–1945) könyvkiadó és iparművészeti szakíró
- Czakó Ferenc (1723–1755) gimnáziumi igazgató, tanár, író
- Czakó Ferenc (1954) festőrestaurátor
- Czakó Gábor (1942) Kossuth-díjas író, képzőművész
- Czakó Gábor (1981) Junior Prima-díjas kémikus
- Czakó György (1933) háromszoros magyar bajnok műkorcsolyázó
- Czakó Janek (1981) ralinavigátor
- Czakó József (1895–1975) sebész szakorvos, orvosi szakíró
- Czakó József (1906–1966) román válogatott magyar labdarúgó
- Czakó József (1923–1990) mezőgazdász, a mezőgazdasági tudományok doktora, egyetemi tanár
- Czakó Krisztina (1978) Európa-bajnoki ezüstérmes műkorcsolyázó
- Czakó László (1966) magyar orvos, belgyógyász, diabetológus
- Czakó Zsigmond (1820–1847) színész, drámaíró